# Jessie Royce Landis
Jessie Royce Landis (25 de noviembre de 1896 – 2 de febrero de 1972) fue una actriz estadounidense.

## Primeros años
Jesse Royce Landis nació con el nombre de Jessie Medbury en Chicago. Sus padres fueron Paul, un músico de orquesta y Ella Medbury. El apellido de Landis lo adoptó de su primer marido aunque posteriormente contrajo matrimonio en otras dos ocasiones.

## Carrera
Landis trabajó como actriz de teatro la mayor parte de su carrera y fue en la década de los 50 del siglo XX cuando ella comenzó a aparecer en películas con papeles de cierta importancia. Reseñables son sus trabajos en las películas Atrapa a un ladrón de 1955 y Con la muerte en los talones de 1959, ambas protagonizadas por Cary Grant y dirigidas por Alfred Hitchcock. También participó en la película El cisne donde daba vida a la madre de Grace Kelly,  precisamente el mismo rol que en Atrapa un ladrón en donde era la madre de Grace Kelly. 
Landis hizo también diversos trabajos para la televisión.

## Controversia con su edad
Landis ganó popularidad con su aparición en Con la muerte en los talones interpretando a la madre de Cary Grant a pesar de haber declarado que ella era sólo un año mayor que el protagonista. Según Landis su año de nacimiento fue 1904, una fecha que dan muchos biógrafos y fuentes en línea. Sin embargo, era práctica habitual de muchas actrices "recortarse" algunos años y en su caso fueron 8 años. Landis aparece en un censo de 1900 con la edad de 3 años y como fecha de nacimiento, noviembre de 1896, por lo que en realidad era 7 años mayor que Grant.

## Matrimonios
Landis se casó en tres ocasiones. Con Perry Lester Landis (1923–1935). Rex Smith (1937–1944) y el Mayor general J.F.R. Seitz (1956–1972).

## Fallecimiento
Landis murió de cáncer en Danbury (Connecticut) el 2 de febrero de 1972 a la edad de 75 años.

## Filmografía
| Año  | Título                        | Papel                        | Notas                                     |
| ---- | ----------------------------- | ---------------------------- | ----------------------------------------- |
| 1949 | Mr. Belvedere Goes to College | Mrs. Chase                   |                                           |
| 1949 | It Happens Every Spring       | Mrs. Greenleaf               |                                           |
| 1949 | My Foolish Heart              | Martha Winters               |                                           |
| 1955 | To Catch a Thief              | Jessie Stevens               |                                           |
| 1956 | Climax!                       | Olivia Chesney               | Episodio: "An episode of Sparrows"        |
| 1956 | The Swan                      | Princess Beatrix             |                                           |
| 1957 | My Man Godfrey                | Angelica Bullock             |                                           |
| 1958 | I Married a Woman             | Mrs. Blake, Janice's Mother  |                                           |
| 1959 | North by Northwest            | Clara Thornhill              |                                           |
| 1960 | Alfred Hitchcock presenta     | Claire Crane                 | Episodio: "Mother, May I Go Out to Swim?" |
| 1960 | Thriller                      | Mrs. Killburn                | Episodio: "The Mark of the Hand"          |
| 1961 | Goodbye Again                 | Mrs. Van der Besh            |                                           |
| 1962 | Boys' Night Out               | Ethel Williams               |                                           |
| 1963 | Critic's Choice               | Charlotte Orr aka Charlie    |                                           |
| 1963 | Gidget Goes to Rome           | Albertina Blythe             |                                           |
| 1965 | El agente de CIPOL            | Madame Olga Nemirovitch      | Episodio: "The Adriatic Express Affair"   |
| 1970 | Aeropuerto (1970)             | Mrs. Harriet DuBarry Mossman |                                           |
| 1971 | Columbo                       | Mrs. Chadwick                | Episodio: "Lady in Waiting"               |

## Actuaciones en radio
| Año  | Programa                 | Episodio      |
| ---- | ------------------------ | ------------- |
| 1953 | Theatre Guild on the Air | Quiet Wedding |